# Нечай Михайло Потапович
Михайло Потапович Нечай (рос. Михаил Потапович Нечай; 1919 — 1995) — український радянський письменник, член Спілки письменників УРСР (1959).

## Біографія
У 1936–1937 – відповідальний секретар межівської районної газети «Зірка». У 1941 закінчив Дніпропетровський університет. З 1941 по 1947 служив політпрацівником на Балтійському та Тихоокеанському флотах. З 1948 до 1956 – завідувач відділу сільського господарства, з 1956 до 1959 – відповідальний секретар обласної газети «Зоря». З 1960 до 1966 – відповідальний секретар Дніпропетровського відділу СП УРСР. З 1966 року – на творчій роботі. Герої книг – прості люди, чесні, сміливі, мужні, працьовиті, які обстоюють справедливість і правду, мир і чесноту. Домінантою в емоційній палітрі його творів є любов до людини, до життя, до природи, до батьківщини та віра у світле майбутнє. Його письменницькій манері притаманні факту, образності, фольклорності, сповідальності. У перекладі російською мовою опублікував роман-трилогію «Кохання і пам'ять» (Москва, 1987), а також кілька повістей.